# 農村武裝青年
農村武裝青年樂團是成軍於2007年的台灣獨立樂團。

## 簡介
主唱阿達（本名江育達）是彰化田中人，東海大學哲學系畢業，2007年在樂生療養院表演時結識楊儒門，為其感動因而創團。近年來，農村武裝青年常出現在台灣社會運動的抗爭現場，藉由音樂聲援議題。該團演出型式的編制相當彈性，少則一人，多可至六人編制。作品題材除了描寫對社會不公不義的憤怒，也傾訴對於土地的情感，並多以台語傳唱。
在國光石化環境影響評估會議中，主唱阿達登記發言，隨後拿起吉他，對著國光石化總經理曹明彈唱創作的〈白海豚之歌〉，曹明感到不耐而喊著「超過三分鐘」要求阿達下台，阿達則回應「請你尊重我身為一個歌手的專業」，持續看著曹明的眼睛唱畢。2012年，應江慶洲之邀，住進台中南屯水碓聚落，成為駐村藝術家，在老聚落中阿達看見生活最純粹的模樣，進而創作了 〈失去記憶的城市〉一曲。
2015年主唱阿達離開居住15年的台中，搬回故鄉彰化，在二水鄉承租一座三合院，希望將生活、音樂創作與心中的理想性都帶回來故鄉，他認為農村也應該「生活革命」，用生活、行動在地紮根。目前與在地二八水商圈協會、二水鄉源泉社區發展協會、四季農園、彰農米糧、大丘園休閒農場、多爸米倉教室，有密切的合作與地方發展。

## 音樂作品
專輯
| 年份   | 專輯名稱         | 曲目 |
| 2009年 | 《幹！政府》     | 1. 環境的問題，誰人來關切 2. 重返鄉土 3. 不願再種田 4. 部落哀歌 5. 花蓮 6. 好好來吃飯 7. 子孫的願望 8. 正義 9. 沒正義就沒和平 10. 守護樂生院 |
| 2011年 | 《還我土地》     | 1. 自由的花 2. 無採工 3. 風中野玫瑰 4. 陪妳散步惦在充滿白鷺鷥e一片土地 5. 農民起義 6. 濁水溪出代誌 7. 夢見白鷺鷥 8. 台灣母親你要帶阮去兜位？ |
| 2011年 | 《白海豚之歌EP》 | |
| 2013年 | 《幸福在哪裡？》 | 1. 海岸悲歌 2. 失去記憶的城市 3. 魔鬼的禮物 4. 未來之光 5. 囝仔你甘知 6. 白海豚之歌 7. 望水 8. 福爾摩沙練習曲 9. 白海豚練習曲 10. 一幕一幕   |
| 2017年 | 《根》           | 1. 思想起 2. Tsit 个老歲仔 3. 白翎鷥 4. 揣啊揣(Rap 版) 5. 青春 青春 6. 遊花園 7. 無量 8. 揣啊揣 9. 濁水溪 溪水流 10. 生活                    |
| 2023年 | 《予你的歌》     | 1. 予你的歌 2. 阿母的話 3. 漉湖仔田之歌 4. 綠空散步 5. 無事坐巴士 6. 慈悲的目睭 7. 開花彼時 8. 再會練習曲 9. 無事坐巴士(Bonus. 主持人相放伴) |

書籍
- 2014年：《農村武裝青年和他們的朋友》（紅桌文化出版）

影像
- 2016年：《本Re:home》農村武裝青年音樂影像紀實DVD（浮現音樂發行）

## 榮譽
- 2008年：獲得行政院新聞局臺灣原創流行音樂大獎河洛語組佳作
- 2009年：獲得行政院新聞局樂團錄音出版補助
- 2012年：參與巴西里約聯合國永續發展會議（英语：United Nations Conference on Sustainable Development）（UNCSD，又稱RIO+20）台灣代表樂團[7]
- 2014年：受邀加拿大台灣文化節（Taiwan Fest）演出
- 2014年：《幸福在哪裡》獲得文化部金音創作獎最佳樂團、最佳搖滾專輯、最佳民謠單曲提名
- 2014年：〈失去記憶的城市〉獲得文化部金音創作獎最佳民謠單曲[8]
- 2018年：獲得第29屆金曲獎年度專輯獎與最佳台語專輯獎提名

## 外部連結
- 農村武裝青年 （页面存档备份，存于）的官方網誌
- 農村武裝青年的Facebook粉絲頁
- 農村武裝青年的Instagram帳戶
- YouTube上的農村武裝青年頻道